# 1993-as magyar asztalitenisz-bajnokság
Az 1993-as magyar asztalitenisz-bajnokság a hetvenhatodik magyar bajnokság volt. A bajnokságot április 10. és 11. között rendezték meg Budapesten, a BSE városmajori sportcsarnokában.

## Eredmények
| Versenyszám  | Arany                                                         | Arany | Ezüst                                                            | Ezüst | Bronz | Bronz |
| ------------ | ------------------------------------------------------------- | ----- | ---------------------------------------------------------------- | ----- | --- | ----- |
| Férfi egyéni | Németh Károly Postás SE                                       |       | Vitsek Iván Kiskunfélegyházi Zöldmező SZSE                       |       | Varga Sándor Kiskunfélegyházi Zöldmező SZSETurbók Attila Postás SE                                                                            |       |
| Női egyéni   | Bátorfi Csilla FC Langweid                                    |       | Tóth Krisztina Statisztika Petőfi SC                             |       | Braun Éva BSEÉllő Vivien Statisztika Petőfi SC                                                                                                |       |
| Férfi páros  | Varga Sándor, Szosznyák Attila Kiskunfélegyházi Zöldmező SZSE |       | Somosi Miklós, Vitsek Iván Kiskunfélegyházi Zöldmező SZSE        |       | Németh Károly, Turbók Attila Postás SEVarga Zoltán, Pázsy Ferenc Malév SC                                                                     |       |
| Női páros    | Bátorfi Csilla, Braun Éva FC Langweid , BSE                   |       | Éllő Vivien, Tóth Krisztina Statisztika Petőfi SC                |       | Szigeti Szonja, Demeter Erzsébet BSEKáhn Szilvia, Wirth Veronika Postás SE, Statisztika Petőfi SC                                             |       |
| Vegyes páros | Bátorfi Zoltán, Bátorfi Csilla Postás SE, FC Langweid         |       | Németh Károly, Karádi Krisztina Postás SE, DSG Union Desselbrunn |       | Szosznyák Attila, Éllő Vivien Kiskunfélegyházi Zöldmező SZSE, Statisztika Petőfi SCVitsek Iván, Braun Éva Kiskunfélegyházi Zöldmező SZSE, BSE |       |